# Phạm Ngô Cầu
Phạm Ngô Cầu (chữ Hán: 范吳俅) tức Tạo Quận công là một tướng nhà Lê trung hưng, thời chúa Trịnh Sâm trong lịch sử Việt Nam.

## Sự nghiệp
Phạm Ngô Cầu dòng dõi Phạm Ngô Thạch (con trai), Phạm Ngô Trác (em trai), vào hầu Liêu phủ được Tĩnh Đô vương Trịnh Sâm tin dùng.
Phạm Ngô Cầu dòng dõi Hán Quốc công Ngô Lan (em gái Ngô Thị Ngọc Dao là mẹ vua Lê Thánh Tông). Năm 1471, Ngô Lan, Ngô Nhạn cùng theo vua Lê Thánh Tông đi đánh Chiêm Thành có công được phong 150 mẫu tự điền ở ấp Gia Cầu, nay thuộc xã Hà Vinh huyện Hà Trung, Thanh Hóa. Ngô Lan sinh hai con Ngô Chính được phong Hùng Quận công và Ngô Tông. Ngô Tông được phong Thái bảo, Diễn Nghĩa vương. Ngô Tông sinh Ngô Lộc Hải, Ngô Lộc Hải được phong Quảng Nghĩa vương. Ngô Lộc Hải sinh Ngô Tín, Ngô Tín thụy Huyền Đô được phong Nghĩa Lộc vương. Ngô Tín có năm con trai và một con gái Ngọc Lâm.	Ngô Thị Ngọc Lâm hầu Thành tổ Triết Vương (Trịnh Tùng), đệ nhị á tần chiêu nghi tặng Dục thánh Thái phi thụy Từ Ân, sinh Trịnh Thị Ngọc Trinh vợ Lê Kính Tông mẹ Lê Thần Tông. Ngô Phúc An là con trai thứ 3. 
```
Lời bàn
: có lẽ được "phong kép" một bên vua Lê, một bên chúa Trịnh mới được tước vương.
Ngô Phúc An (đời 25): Đặc tiến Phụ quốc thượng tướng quân Tham đốc Thần vũ tứ vệ Nghĩa Quận công
```

Ngô Phúc Chính (đời 26) Đặc tiến Phụ quốc thượng tướng quân Thần vũ tứ vệ. Bắc quân Đề đốc Trung Quận công. Ngô Phúc Khánh (đời 27) Đặc tiến Phụ quốc thượng tướng quân Thần vũ tứ vệ Nam quân Đề đốc Tuấn Quận công. Ngô Đăng Sỹ (1629-1692) - đời 28, thụy Đôn Thiện, Phúc thần. Thái bảo Cẩm Quận công Tặng Thiếu phó Có 10 vợ, 17 con. Vợ cả là Quận chúa họ Trịnh hiệu Diệu Nghiêm công chúa. Ngô Đăng Sỹ có sáu con trai, Ngô Đăng Lý là con thứ 5. Ngô Đăng Lý đổi Phạm Ngô Lý (1683-1739) tự Liêm Cẩn thụy Ôn Chính (đời 29) Đặc tiến Phụ quốc thượng tướng quân, Thái bảo Bộc Quận công Có 6 vợ, 14 con. Bà cả Ngô Thị Loan (1684-1768). Ông cùng 6 bà vợ sinh 10 con trai. Phạm Ngô Cầu (1720-1786): Tạo Quận công (đời 30) là con trai thứ 7 của Ngô Đăng Lý và là anh cả trong 3 anh em con bà vợ thứ tư của Ngô Đăng Lý là Nguyễn Thị Danh (1692-1769) người Xuân Hẻo huyện Tứ Kỳ. Ngô Đăng Lý .
Thuở nhỏ Phạm Ngô Cầu theo văn, năm Nhâm Tuất (1742), thi đỗ tam trường, năm Giáp Tý (1744) thi võ đỗ Tạo sĩ (Tiến sĩ võ). Năm Mậu Thìn (1748) làm đề lĩnh tứ thành, năm Mậu Dần (1758) làm trấn thủ Kinh Bắc. Năm Canh Thìn (1760) làm trấn thủ Hải Dương-Yên Quảng có công đánh giặc cướp biển Tàu được trọng thưởng. Năm Mậu Tý (1768) được trao chức thống lĩnh Sơn Tây, hợp đồng cùng với Hưng Hóa, Tuyên Quang đánh đồn Mường Thanh (đánh Hoàng Công Chất). Năm Kỷ Sửu phụ trách việc vận lương đánh dẹp Lê Duy Mật. Năm Quý Tỵ (1773) thăng trấn thủ Sơn Tây, năm Giáp Ngọ (1774) phụ trách quân lương để Quận Việp đánh chúa Nguyễn. Sau đó ông được chúa cho về nghỉ dưỡng nhàn. Chẳng được bao lâu, lại khởi phục phong làm Chinh Nam đại tướng quân, tước Tạo Quận công, trao chức trấn thủ Thuận Hóa, vào thay Việp Quận công Hoàng Ngũ Phúc (1713-1776). Quận Tạo làm trấn thủ Thuận Hóa hơn 10 năm, đến năm 1786 Nguyễn Huệ đem quân từ Bình Định ra hạ thành Phú Xuân, Phạm Ngô Cầu bị bắt giải về Qui Nhơn luận tội phải chém. Phạm Ngô Cầu có 16 bà vợ, 20 người con, trong đó có tám con trai: Phạm Ngô Thùy, Phạm Ngô Tố, Phạm Ngô Thạch, Phạm Ngô Siêu, Phạm Ngô Doãn, Phạm Ngô Tuyển, Phạm Ngô Chấn và Phạm Ngô Nội, trong đó 4 người được tập ấm Hoằng tín đại phu, 4 người được phong tước hầu; có ba người cùng chết trận trong cái ngày Nguyễn Huệ hạ thành Phú Xuân, hôm 20 tháng 5 năm Bính Ngọ (tức 15-6-1786) là Tố Vũ hầu Phạm Ngô Tố, Hoằng tín đại phu Phạm Ngô Tuyển và Hoằng tín đại phu Phạm Ngô Doãn. Trong 4 người được phong hầu, có một người do nhà Tây Sơn phong tặng. Đó là Đĩnh Ngọc hầu Phạm Ngô Siêu. Nguyên cớ như sau: Phạm Ngô Cầu có người con gái Phạm Thị Đương là con bà vợ thứ 11 Nguyễn Thị Chung. Lúc Nguyễn Huệ công phá thành Phú Xuân, thị Đương cũng có mặt ở đó. Khi thành bị chiếm, thân phụ đầu hàng; vì thấy nàng có nhan sắc, Nguyễn Huệ bắt lấy muốn đưa về hầu hạ trong cung, nhưng nàng không chịu. Đến mồng 7 tháng 8 năm ấy, thân phụ bị xử trảm, thị Đương đưa yêu sách là được đưa xác cha về quê nhà mai táng, xong xuôi mới tuân mệnh. Yêu sách được chấp thuận, bà đưa xác thân phụ từ Qui Nhơn về Thanh Hóa, nhờ bà con hàng xóm cùng quân lính Tây Sơn chôn cất cha trên núi Vi Bồng thuộc bản xã Gia Cầu, mộ nay vẫn còn, thuộc xã Hà Vinh huyện Hà Trung, Thanh Hóa. Rồi đó bà quay vào Phú Xuân thụ mệnh. Nhờ việc này mà người anh trai khác mẹ Phạm Ngô Siêu được nhà Tây Sơn phong tước hầu như đã nói trên. Gia phả không cho biết bà có sinh được người con nào với vua Quang Trung không? 
Trấn thủ Kinh Bắc Hoàng Phùng Cơ không trị được bọn cướp, Trịnh Sâm cho Phạm Ngô Cầu làm Trấn thủ Kinh Bắc, tước Tạo Cơ hầu, dẹp yên được bọn cướp trong trấn.
Tháng 2 năm 1768, ông được Trịnh Sâm cử cầm quân cùng Nguyễn Đình Huấn đánh Hoàng Công Chất ở Mường Thanh. Lê Duy Mật nghe tin bèn điều quân cứu ứng cho Công Chất. Hai tướng không dám tiến phải rút về.
Sau đó Phạm Ngô Cầu được phong làm trấn thủ Sơn Nam, tước Tạo quận công.
Tháng 8 năm 1776, vì Bùi Thế Đạt đang trấn thủ Phú Xuân tuổi cao sức yếu, Trịnh Sâm bèn triệu Thế Đạt cùng Lê Quý Đôn và Phan Lê Phiên về triều, giao Phạm Ngô Cầu lãnh chức Trấn thủ Thuận Hóa thay Bùi Thế Đạt, cho phép Ngô Cầu được tùy tiện thi hành mọi công việc,  để Nguyễn Mậu Dĩnh và Nguyễn Lệnh Tân ở lại giúp việc, đổi sai binh lính 10 doanh, cơ, đội đến thú thủ.
Tháng 6 năm 1777 chúa Trịnh Sâm bổ dụng Hoàng Đình Bảo giữ chức trấn thủ Nghệ An thay Hoàng Đình Thể, mà sai Hoàng Đình Thể trấn thủ ở Bố Chính (Quảng Bình, Quảng Trị), đốc suất binh lính 5 cơ, đội đóng ở Bố Chính, để làm thanh thế viện trợ cho Ngô Cầu. Tháng 9 năm 1777, vì dẹp được giặc cướp ở Thuận Hóa, Hoàng Đình Thể kiêm thêm chức đốc lãnh tại Thuận Hóa.
Sau trận Cẩm Sa (1775), vì quân Trịnh bị bệnh dịch thương vong nhiều, Hoàng Ngũ Phúc quyết định lui về Thuận Hóa, bỏ lại Quảng Nam. Khi Phạm Ngô Cầu vào trấn thủ Thuận Hóa, Nguyễn Nhạc (đã quy thuận nhà Lê) cho quân Tây Sơn ra đánh chiếm Quảng Nam. Trịnh Sâm ngại dùng binh nơi xa bèn chấp thuận cho Nguyễn Nhạc lĩnh cai quản vùng này. Nguyễn Lệnh Tân lo ngại, đề nghị Phạm Ngô Cầu cảnh giác và mưu đánh Tây Sơn, nhưng ông không nghe theo.
Nguyễn Lệnh Tân bèn mật báo với Trịnh Sâm, đề nghị thay Phạm Ngô Cầu trấn thủ vùng biên Thuận Hóa, nhưng Trịnh Sâm cho ông là người trầm tĩnh cẩn trọng, vẫn tin dùng ông.
Tháng 8 năm 1777, Phạm Ngô Cầu đề nghị Trịnh Sâm cho khôi phục lại việc học hành ở Thuận Hóa vốn bị gián đoạn do chiến tranh nhiều năm. Trịnh Sâm chấp thuận.
Trong lúc lực lượng Tây Sơn ở phía nam ngày càng lớn mạnh, Phạm Ngô Cầu không chú trọng việc phòng thủ. Ông chuyên làm việc buôn bán, không sắm sửa khí giới phòng bị lương thực, quân và dân 
đều chán nản khinh thường.
Tháng 5 năm 1786, Nguyễn Nhạc cử em là Nguyễn Huệ cầm quân ra đánh Phú Xuân. Biết Phạm Ngô Cầu là người tin vào việc bói toán, Nguyễn Huệ sai một thủ hạ người Hoa giả làm thầy bói tới Phú Xuân ra mắt quận Tạo Phạm Ngô Cầu, khuyên Cầu nên lập đàn giải hạn. Quận Tạo nghe theo, bèn lập đàn chay ở chùa Thiên Mụ trong 7 ngày 7 đêm, bắt quân phục dịch vất vả. Trong khi tướng sĩ phía Trịnh mất cảnh giác thì quân Tây Sơn bắt đầu lên đường ra bắc ngày 28 tháng 4 âm lịch tức 25 tháng 5 năm 1786.
Quân Tây Sơn tốc hành tiến ra bắc, lần lượt đánh chiếm nhiều đồn lũy. Trong khi Phạm Ngô Cầu vẫn đang cầu cúng ở chùa Thiên Mụ thì tàn quân Trịnh ở Hải Vân chạy về báo tin Hoàng Nghĩa Hồ tử trận. Quận Tạo hoảng sợ, biết mình mắc mưu quân Tây Sơn, vội lệnh cho quân sĩ về thành chuẩn bị đối phó, nhưng các tướng sĩ vất vả phục dịch nhiều ngày nên mỏi mệt và tinh thần chiến đấu suy nhược.
Để ly gián các tướng Trịnh giữ Phú Xuân là Phạm Ngô Cầu và Hoàng Đình Thể, Nguyễn Huệ theo kế của Nguyễn Hữu Chỉnh, dùng Chỉnh đứng tên nhân danh người quen cũ, viết thư dụ hàng Hoàng Đình Thể, song lại sai người cố ý đưa thư nhầm cho Phạm Ngô Cầu. Phạm Ngô Cầu đang bối rối và mỏi mệt lại tiếp nhận thư của Nguyễn Hữu Chỉnh gửi Hoàng Đình Thể, bắt đầu nghi ngờ Đình Thể không hết lòng chiến đấu. Bản thân quận Tạo cũng sinh ý định hàng Tây Sơn. Quận Tạo bèn dìm bức thư đó không đưa cho quận Thể..
Đại quân Nguyễn Huệ kéo đến. Phạm Ngô Cầu bàn nên hàng, còn Hoàng Đình Thể muốn đánh. Vì quận Thể quyết chiến, quận Tạo để quận Thể mang quân nghênh chiến, còn mình giữ thành.
Giao tranh mấy ngày chưa phân thắng bại. Đêm ngày 20 tháng 5 âm lịch tức 15 tháng 6 năm 1786, nước dâng ngập chân thành Phú Xuân. Nguyễn Huệ nhân nước dâng hạ lệnh tiến công. Thủy quân Tây Sơn tiến đến nã pháo vào trong thành. Hỏa lực quân Trịnh mất tác dụng. Hoàng Đình Thể không thể dùng pháo binh chống lại quân Tây Sơn được nữa, phải cùng các con và thuộc tướng Vũ Tá Kiên mở cửa thành ra nghênh địch.
Đánh nhau được 1 canh giờ, Hoàng Đình Thể thuốc súng và đạn đều hết, bèn sai người vào thành xin tiếp viện, nhưng Phạm Ngô Cầu đóng cửa thành không cứu viện. Trong lúc quận Thể đang chiến đấu thì trên mặt thành, quận Tạo đã kéo cờ trắng xin hàng. Mấy cha con Hoàng Đình Thể cùng Vũ Tá Kiên lần lượt tử trận.
Nguyễn Huệ thúc quân ồ ạt tiến lên chiếm thành. Phạm Ngô Cầu mở cửa thành xe quan tài ra hàng. Thuận Hóa thuộc về Tây Sơn. Sau đó Phạm Ngô Cầu bị giải về Quy Nhơn giết chết.